# Luke Young
Luke Paul Young (Harlow, Essex, Anglaterra, 19 de juliol de 1979), futbolista anglès. Juga de defensa i el seu actual equip és l'Aston Villa de la Premier League d'Anglaterra.

## Internacional
Ha estat internacional amb la selecció de futbol d'Anglaterra, ha jugat 7 partits internacionals amb ella.

## Clubs
| Club               | País       | Any       |
| ------------------ | ---------- | --------- |
| Tottenham Hotspurs | Anglaterra | 1997-2001 |
| Charlton Athletic  | Anglaterra | 2001-2007 |
| Middlesbrough FC   | Anglaterra | 2007-2008 |
| Aston Villa        | Anglaterra | 2008-     |